# Stadtpark Nürnberg

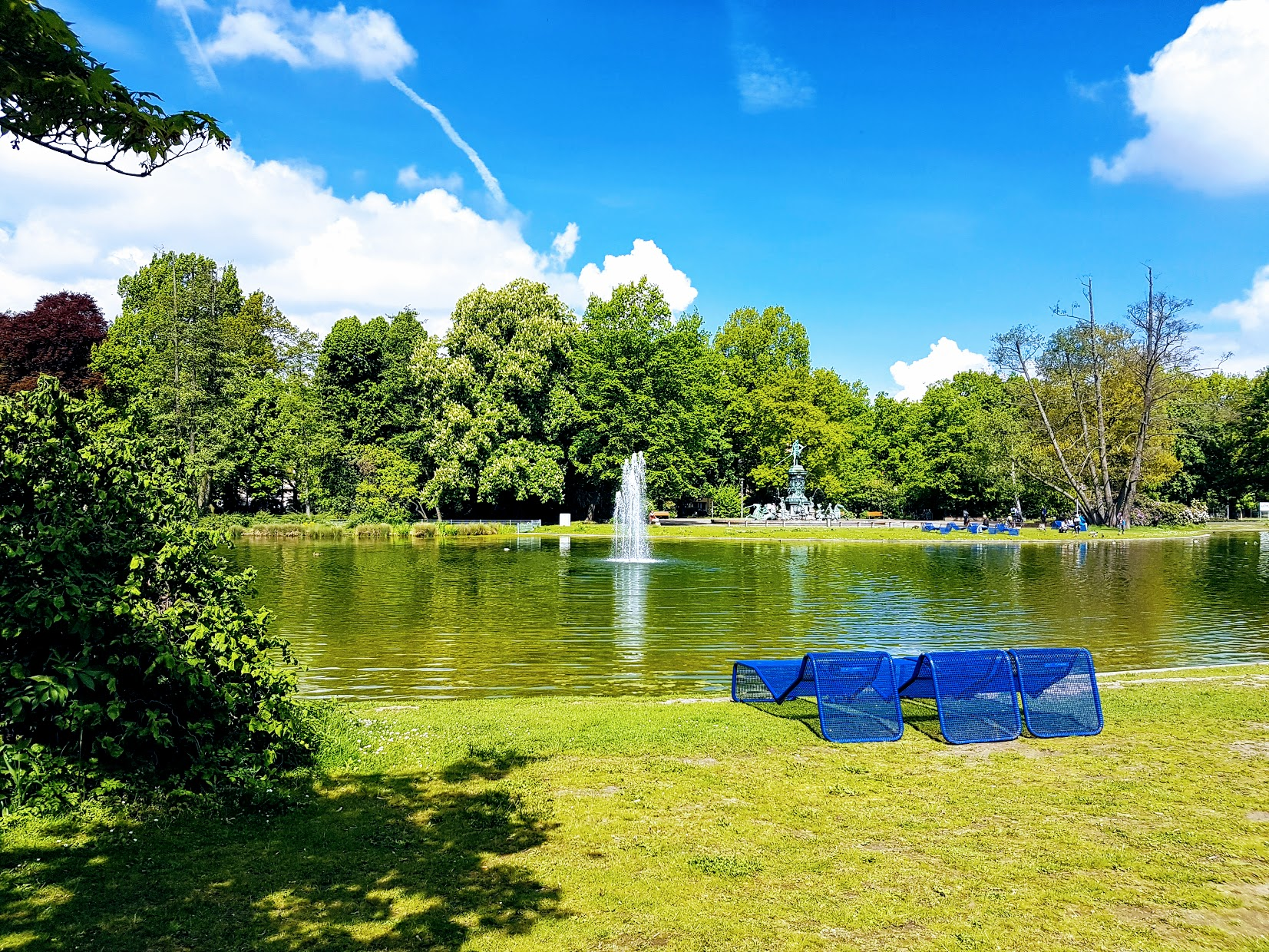
Blick über den Teich mit Wasserfontäne

Der Stadtpark in Nürnberg ist eine etwa 19 Hektar große Grünanlage. Nach 1855 bis etwa 1882 trug sie den Namen Maxfeld, davor war das Areal seit 1349 als Judenbühl bekannt. 

## Namensherkunft
Der Stadtpark liegt an einem Ort, der mehrere Jahrhunderte lang in den Karten als Judenbühl benannt wurde. Das Stadtlexikon Nürnberg führt diesen Namen auf die Tatsache zurück, dass bei Pestpogromen in Nürnberg im Jahr 1349 Juden auf dem danach Judenbühl genannten Ort verbrannt wurden. Auch dass der Bauschutt der zerstörten Häuser des jüdischen Gettos und der Synagoge (an diesem Ort finden sich heute der Hauptmarkt und die Frauenkirche) dort abgelagert worden sein soll, wird als Begründung für die Bezeichnung Judenbühl herangezogen. Stadtpark ist auch der Name des Distrikts 262 im Bezirk 26 Maxfeld, dessen Gebiet aber nicht identisch mit dem Grünzug ist.

## Geschichte

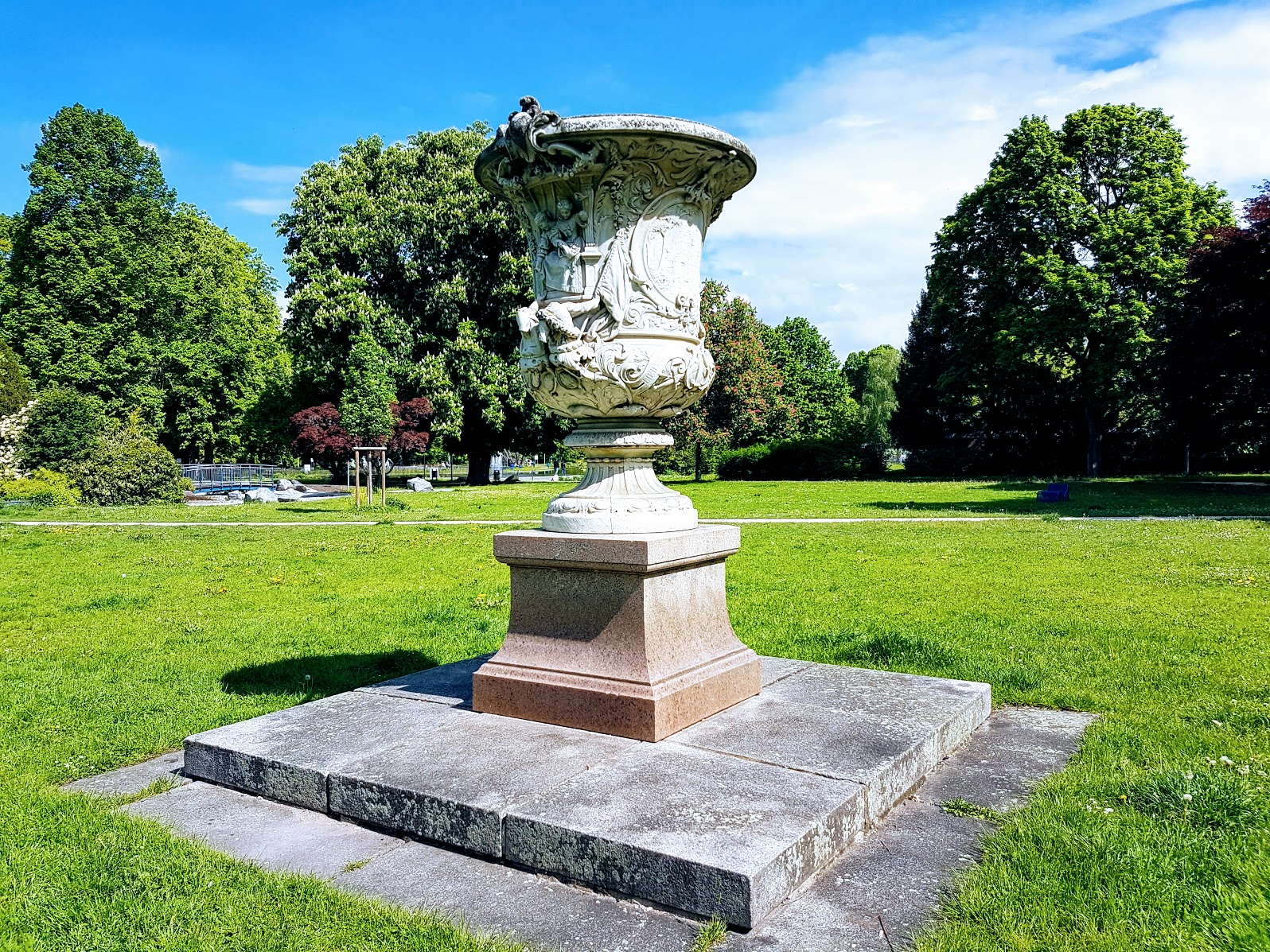
Marmorvase im Stadtpark zum Gedenken an die Sängerfeste 1891 und 1912 (2017)

Erste Anfänge eines Parks kann man um das Jahr 1759 datieren. Zu dieser Zeit ließ der Waldamtmann Johann Burkart Volkamer von Kirchensittenbach am Judenbühl planmäßige Pflanzungen von Linden und Rosskastanien anlegen. Eine Kartenzeichnung „Grundriss des sogenannten Judenbühls ohnweit des Lauffer Tors zum Reichsboden gehörig“ dokumentiert dies. Die 1780 entstandene Radierung von Johann Ludwig Stahl „Spazier Platz vor dem Lauffer Tor in Nürnberg der Judenbül genannt“ zeigt die Grünanlage, die in ihrer Gestaltung mit den regelmäßigen Baumreihen sehr an die älteste Grünanlage Nürnbergs, die Hallerwiese erinnert, wie sie Friedrich Albert Annert in etwa zeitgleichen Stichen dargestellt hat. 
Eine denkwürdige Begebenheit spielte sich auf dem Judenbühl ab, als die 28. Luftreise des Franzosen Jean-Pierre Blanchard mit seinem Heißluftballon am 12. November 1787 dort begann und etwa 50.000 Zuschauer angelockt haben soll. Ein weiteres Spektakel war eine Volksversammlung vom 13. März des Revolutionsjahres 1849, an der etwa 30.000 Menschen teilnahmen, um die Annahme der Reichsverfassung zu fordern. Lange Zeit wurde der Judenbühl auch als Exerzier- und Schießplatz für Waffenübungen genutzt. 
1854 kaufte die Stadt Nürnberg dem bayerischen Staat Teilflächen des Judenbühls ab. Am 3. Juli 1859 nahmen König Maximilian II. von Bayern und seine Gemahlin am Nürnberger Volksfest teil, das jetzt zum ersten Mal auf den Judenbühl verlegt worden war. Der Magistrat der Stadt bat den König um die Gunst, den Judenbühl in Maxfeld umbenennen zu dürfen. Der König gestattete dies, und so erhielten Park und später das im Umfeld entstehende Stadtquartier diesen Namen.
Georg Zacharias Platner, ein großer Förderer der Nürnberger Parkanlagen, ließ ab 1856 auf eigene Kosten die Umgestaltung des Maxfeldes in einen englischen Landschaftspark betreiben. Es entstand ein kleiner künstlicher See im Herzen der Grünanlage, die vom 13.–16. Juli 1861 zum Veranstaltungsort des 1. Deutschen Sängerfestes wurde, an dem etwa 5600 aktive Sänger teilnahmen. An dieses Ereignis erinnert eine 1891 aufgestellte Marmorvase, die noch heute im Stadtpark steht. 

### Die Bayerischen Landesausstellungen von 1882 und 1896

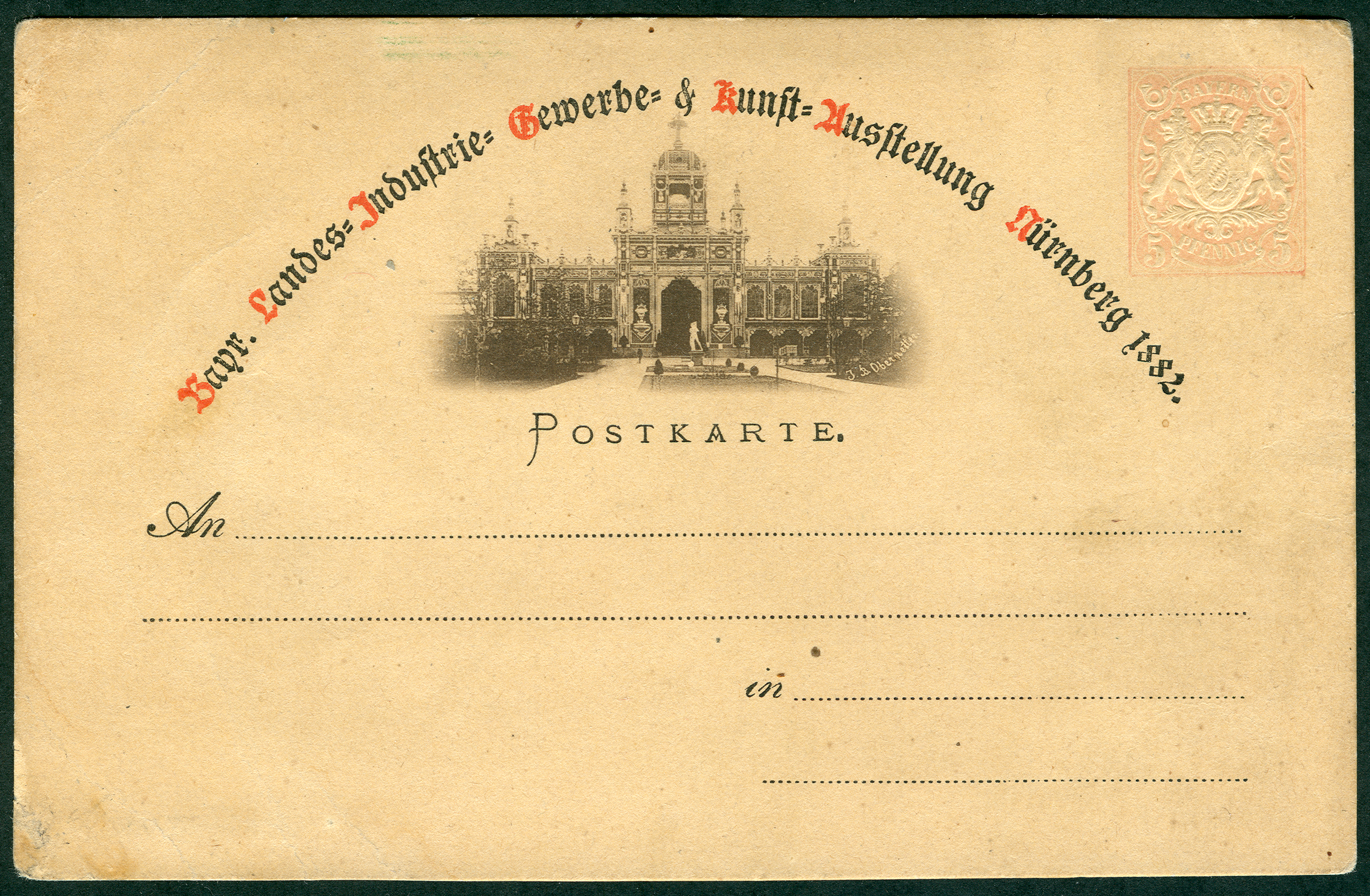
Bayerische Landes-Industrie-, Gewerbe- und Kunst-Ausstellung in Nürnberg 1882
Bildpostkarte mit Foto in Lichtdruck von Johann Baptist Obernetter

Als Veranstaltungsort für die Erste Bayerische Landesausstellung 1882 war Nürnberg bestimmt worden. Seit 1876 wurde das Maxfeld im Hinblick auf dieses Ereignis entwickelt. Das gärtnerisch ausgeschmückte Ausstellungsgelände wurde nach dem Ende der Ausstellung von Obergärtner Adolf Kowallek nach den Bedürfnissen der Bevölkerung gestaltet; die Nürnberger sahen die Grünanlage nun als ihren offiziellen Stadtpark an. Er erhielt 1885 ein großes Stadtparkrestaurant. Die Zweite Bayerische Landesausstellung von 1896 brachte erneute Umformungen und gärtnerische Entwicklungen des Geländes nach Plänen des Stadtgärtners Franz Elpel. Unter anderem wurde der Stadtparkweiher vergrößert. Nach 1900 wurde der Stadtpark mehrfach erweitert. 1905 wurde der Deumentenhof, ein alter Bauernhof, abgerissen und seine Fläche in den Stadtpark integriert. Hieran erinnert eine Gedenktafel im Park. Pläne aus den Jahren 1930 / 1932 zeigen den Stadtpark mit Gestaltungsmerkmalen, die sich oft auf den Entwurf des Ausstellungsparks von 1896 zurückführen lassen (Rosengarten, Hauptwegesystem).

### Entwicklungen nach 1945
Stadtpark und Stadtparkrestaurant waren nach dem Zweiten Weltkrieg weitgehend verwüstet. Unter Gartendirektor Kurt Ahles wurde 1958 ein Entwurf zur Neugestaltung erstellt und umgesetzt. Der Stadtpark erhielt ein neues, modernes Erscheinungsbild. Es entstanden Gartenhöfe, ein Rosenhügel und ein neues Stadtgartenrestaurant, sowie am Rande des Parks ein Werkhof des Gartenbauamts und ein Kindergarten. Das historische Hauptwegesystem wurde dabei vollständig verändert. 1962 erhielt der 1934 wegen der Reichsparteitagsaufmärsche vom Hauptmarkt abgebrochene Neptunbrunnen – nach einer vorübergehenden Aufstellung von 1937 bis 1962 auf dem Marienplatz (heute Willy-Brandt-Platz) – in einem Betonbecken westlich des Stadtparkweihers seinen gegenwärtigen Aufstellungsort. Kleinteilige Umgestaltungen und Sanierungen erfolgten in neuerer Zeit ab 1997 im Bereich des Stadtparkweihers, der Pergolen, des Rosengartens, des Rosenhügels und der Spielflächen.

## Künstlerische Ausstattung
- Neptunbrunnen

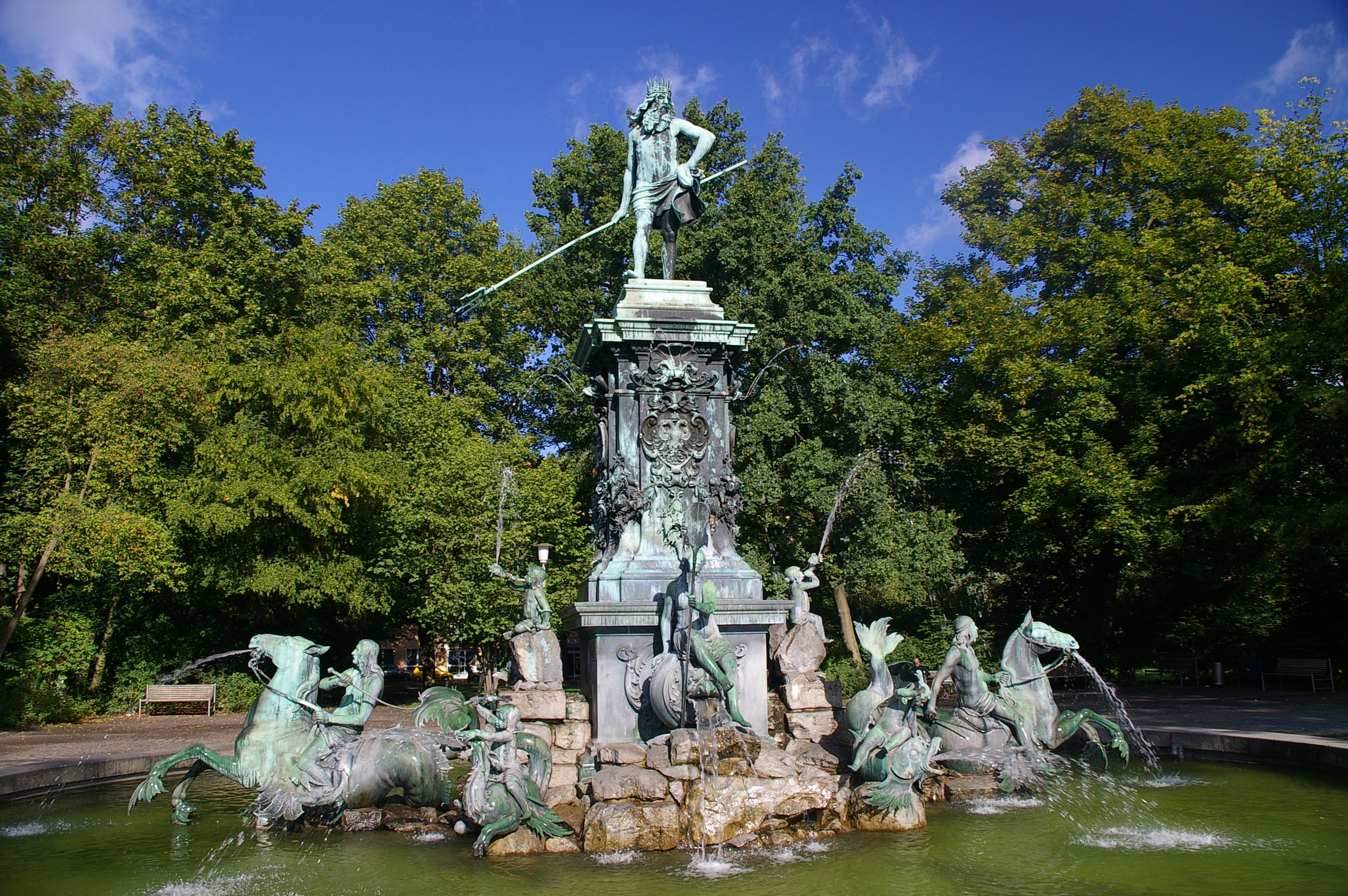
Der Neptunbrunnen im Stadtpark

- Gedenkstein an J. A. Heiden: Ein Gedenkstein (1824) an der Bayreuther Straße in der Südostecke des Stadtparks erinnert an einen Gymnasiasten, der bei Waffenübungen durch einen Mitschüler tödlich verletzt wurde.
- Deumentenstein: In der Nähe des Rosenhügels erinnert seit 1905 ein Findling mit einer Bronzetafel an den Deumentenhof, der einer Erweiterung des Startparks weichen musste.
- Schillerdenkmal: 1909 wurde das Denkmal zu Ehren von Friedrich Schiller enthüllt. Die Grundsteinlegung erfolgte bereits 1905 im Andenken an den 100. Todestag des Dichters.
- Faun mit Frosch: In einem der Gartenhöfe steht die 1954 von Gudrun Kunstmann geschaffene Bronzefigur eines Fauns, der einen Frosch neckt.
- Stadtparkvasen: 1891 wurde die erste der Stadtparkvasen aufgestellt. Sie erinnert an das 1. Deutsche Sängerfest 1861 auf dem Maxfeld. Die zweite Vase, ihr Gegenstück, wurde 1896 aufgestellt zur Erinnerung an die Erste Landesausstellung von 1882. Beide Vasen wurden von Friedrich Wanderer entworfen und von Johann Wolfgang Rößner modelliert.